# Subjectivité
Dans son sens ordinaire, « subjectif » désigne le caractère de ce qui est personnel, en opposition à « objectif » qui tient de la neutralité. La subjectivité est une question philosophique.

## Approche générale

### Définition
Le subjectif est le propre du sujet
Si le mot sonne un peu comme « affectif », c'est bien pour reprendre l'expression de Jocelyn Benoist, parce que la subjectivité est « ce motif omniprésent qui se manifeste partout où est la relation sociale, dans la variation infinie de ses jeux » :

« Dans la culture de l'affection et des pensées, dont l'expérience constitue la teneur du retour à soi, il ne faut voir que le ressac du monde, le retour à soi étant retour du monde à soi, non pas dans la clôture de ses jeux, mais dans le passage toujours de nouveau possible d'un de ses jeux à un autre. La « solitude » où je « me » trouve me reconduit vers les autres, vers l'expérience d'autres formes de la relation sociale, en dehors des codes établis. Le moi se noue et se dénoue, d'un code à un autre. L'échelle de ces variations est la subjectivité. »

### Parcours philosophique
« Subjectif » désigne tout aussi bien le rapport à une nature « humanisée », dès lors que la nature et l'artifice tendent à se confondre. Le rapport à autrui n'est plus une question de sympathie, comme chez Scheler, mais d'éthique. Benjamin, Adorno, Kracauer interrogent le rapport à la nature dans son historicité : elle n'est plus une incarnation spirituelle, mais une réalité saturée d'histoire, marquée par les transformations concrètes de la technique. Deleuze et Foucault questionnent l'affect dans ce qu'il a d'irréductiblement étranger à l'intention – dans sa folie : l'affect n'est plus relatif à des valeurs, mais renvoie à l'expérience de l'impossible.

### Des subjectivités en crise
On ne peut prendre la subjectivité comme donnée, configurée par les structures universelles de la psyché, mais, au contraire, il faut supposer des engendrements différenciés de subjectivations, laissant ouverte la question de savoir quel type de rapports la(/les) subjectivité(s) et l(es) identité(s) entretiennent dans un contexte mondialisé.
La « subjectivité » tend ici à avoir une valence directement politique, qui intéresserait quelque chose comme une anthropologie élargie, comprenant celle, spécifique, ouverte au début du XXe siècle par des philosophes comme Weber ou Simmel, centrée sur les particularités subjectives inscrites dans la culture, l'histoire, et qui posa la question non pas de « qu'est-ce que l'homme ? », mais « qui sommes nous aujourd'hui, qu'est-ce qu'être moderne ? », donc bien au-delà de la problématique réductrice des idéologies.

### La subjectivité linguistique
Dans les années 1960, une théorie du langage émerge sous la plume du linguiste Émile Benveniste dans son ouvrage Problèmes de linguistique générale, prouvant la subjectivité inhérente au langage. Le courant de linguistes issue de cette théorie,  la linguistique de l'énonciation , refuse la conception classique du langage en tant que simple instrument qui servirait à transmettre uniquement de l'information. Pour ces linguistes, la transmission d'information ne constitue qu'une partie du rôle du langage et de ses attributs. Le langage est conçu plutôt comme une structure qui informe l’identité de l'homme en tant que tel. Benveniste considère la subjectivité comme immanente au langage. La subjectivité d'un être ne peut prendre forme que dans et par l’usage du langage, puisque seul le langage contient des signes qui permettent au locuteur de s'affirmer en tant que sujet. 
Benveniste dans son essai présente plusieurs aspects du langage qui soutiennent cette théorie. Il s'agit entre autres des pronoms personnels, notamment celui de la première personne, "je". Les pronoms personnels qui existent dans toutes les langues du monde sont le signe primordial de la subjectivité intrinsèque du langage. L'énonciateur laisse des 'traces énonciatives' implicites ou explicites dans ses actes de langage, et il est possible de les détecter. 
Catherine Kerbrat-Orecchioni élargit la théorie de Benveniste, en faisant un recensement des traces énonciatives qui peuvent apparaître dans le langage. Elle désigne les lieux discursifs où la subjectivité du locuteur est présente, dans les déictiques ainsi que dans les lexèmes tels que les substantifs, les verbes, les adjectifs et les adverbes. Elle affirme que "toute unité lexicale est, en un sens, subjective, puisque les 'mots' de la langue ne sont jamais que des symboles substitutifs et interprétatifs des 'choses' ". En d'autres termes, chaque choix que fait le locuteur d'un mot est le résultat d'une interprétation de ce qu'il perçoit être le sens du mot.

### Philosophie générale
- Valérie Marange, « Les outils de la pensée » in Joël Roman (éd.), Chronique des idées contemporaines, Rosny, Bréal, 1995
- Jocelyn Benoist, « La subjectivité » in Denis Kambouchner (éd.), Notions de philosophie, II, Paris, folio, 1995

### Politique et clinique
- Rosi Braidotti, « Vers une subjectivité viable : un point de vue philosophique et féministe », in M.G. Pinsart (éd.), Genre et bioéthique, Annales de l'Institut de philosophie de l'Université de Bruxelles, 2003

### Linguistique
- Émile Benveniste,  De la subjectivité dans le langage  In: « Problèmes de linguistique générale »,1. Paris: Gallimard, p.258- 266, 1966.